# MBNA
Die MBNA Corporation war eine US-amerikanische Bankholdinggesellschaft mit Hauptsitz in Wilmington, Delaware. Sie war der weltweit größte unabhängige Aussteller von Kreditkarten, spezialisiert auf Affinity Marketing. Der Name MBNA ist abgeleitet von „Maryland Bank National Association“, ist aber mittlerweile keine Abkürzung mehr. Der Hauptteil der MBNA ist die „MBNA America Bank“. Der Slogan der MBNA war „If you're into it, we're into it.“. Am 30. Juni 2005 verkündete MBNA, dass sie von der Bank of America für Aktien und Geld im Wert von mehr als 35 Milliarden USD aufgekauft wird. Es wurde erwartet, dass die Verträge im vierten Quartal 2005 unterschrieben werden.
MBNA wurde 1982 von einer Gruppe leitender Angestellter der Maryland National Bank, angeführt von Charles M. Cawley, gegründet. Bis zu seinem Tod war der Besitzer des Football-Teams Cleveland Browns, Al Lerner, Vorstandsvorsitzender der Gesellschaft. Die erste Zweigstelle der MBNA war in Ogletown. Als die MBNA nach Delaware umzog, richtete sie ihr erstes Büro in einem umgebauten A&P-Supermarkt ein.
Die Gesellschaft, welche in den Vereinigten Staaten, Kanada, Irland, Spanien und dem Vereinigten Königreich tätig ist, bietet auch Kleinkundeneinlagen, Verbraucherdarlehen und Versicherungen an. Mit mehr als 28.000 Angestellten rund um den Globus verwaltet MBNA momentan mehr als 100 Milliarden USD an ausstehenden Verbraucherdarlehen.
MBNA unterstützte die Republikanische Partei sowie der Kampagne von George W. Bush. Insgesamt gehen 80 % der politischen Spenden der Gesellschaft durch ihre Angestellten und ihr Political Action Committee an Republikaner. Diese politische Ausrichtung hat bei politischen Gegnern der Republikaner einen Boykott der Firma ausgelöst. MBNA wurde außerdem beschuldigt, überzogenen Wucher zu betreiben. Diese Anschuldigung löste eine Erhöhungen der Zinssätze seitens MBNA aus.

## Sonstiges
MBNA wurde 2004 vom Working Mothers-Magazin als eine der 100 besten Firmen für arbeitende Mütter benannt.